# BTR-152
BTR-152 (també conegut com a BTR-140) va ser un transport blindat de personal sobre rodes soviètic sense capacitat amfíbia (BTR és l'acrònim de Bronetransporter (БТР, Бронетранспортер, literalment "transport blindat" en rus) ), que va entrar en servei en 1950. Cap a 1970 havia estat reemplaçat pel BTR-60. No obstant això, va continuar en servei en l'Exèrcit soviètic i les Forces Terrestres Russes fins a 1993 en una varietat de papers. A més va ser exportat a diversos països del Tercer Món, on alguns continuen en servei.

## Història

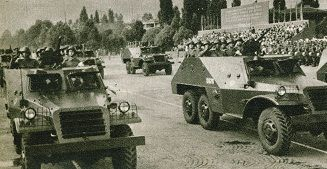
BTR-152 de l'exèrcit romanès

Els tancs són un element essencial de les maniobres militars. Però aquesta valuosa i potent arma és vulnerable a les tàctiques antitancs d'infanteria, especialment en zones urbanes o tancades. Per tant, la infanteria acompanya als tancs per ajudar-los en l'eliminació de possibles armes antitancs.
Durant la Segona Guerra Mundial, els estrategs soviètics van introduir els atacs combinats de tancs i infanteria contra els alemanys, ambdues unitats protegint-se recíprocament. L'acompliment era menor a l'esperat, ja que la infanteria mancava de la mobilitat i blindatge del tanc, per la qual cosa les tropes desprotegides eren vulnerables al foc enemic. Això va conduir a l'ocupació de vehicles blindats per transportar soldats, coneguts com a transports blindats de personal, que van resoldre aquests desavantatges.
En la postguerra, l'Exèrcit soviètic va analitzar la gran taxa de baixes entre els soldats durant els atacs combinats de tancs i infanteria, concloent que la principal causa va ser la falta de transports blindats de personal. Es va donar gran prioritat a remeiar aquesta vulnerabilitat en la guerra mòbil. El complex industrial militar soviètic tenia els seus propis dissenys, vehicles obtinguts a través de l'acord Lend-Lease com els semi-erugues M3 Scout Car i SdKfz 251 capturats que li servirien de referència.
El BTR-152 va ser un dels primers vehicles blindats d'infanteria soviètics produïts després de la Segona Guerra Mundial. Va ser desenvolupat des de novembre de 1946 a la fàbrica ZiS per un equip (on figuraven K. M. Androsov, A. P. Pietrenko, W. F. Rodionov and P. P. Czerniajev) dirigit per B. M. Fitterman. Els primers dos prototips van ser acabats al maig de 1947, sent seguits per tres sèries experimentals. El vehicle va ser adoptat per l'Exèrcit soviètic el 24 de març de 1950. Aquest estava basat en el xassís del camió ZiS-151. Malgrat tenir un motor millorat, l'addició de 5 tones de blindatge va donar com a resultat que el vehicle tingués una insuficient mobilitat.
Diverses versions millorades van ser dissenyades per W. F. Rodionov and N. I. Orłov, entrant posteriorment en producció. Aquestes van rectificar diversos problemes, com la falta de sostre i el problema de mobilitat. Se li va afegir un sistema central de regulació de la pressió dels pneumàtics, per ajustar-los i optimitzar la tracció en terreny accidentat.
La producció del BTR-152 va cessar en 1962. Es van construir aproximadament 15.000 unitats.

## Descripció

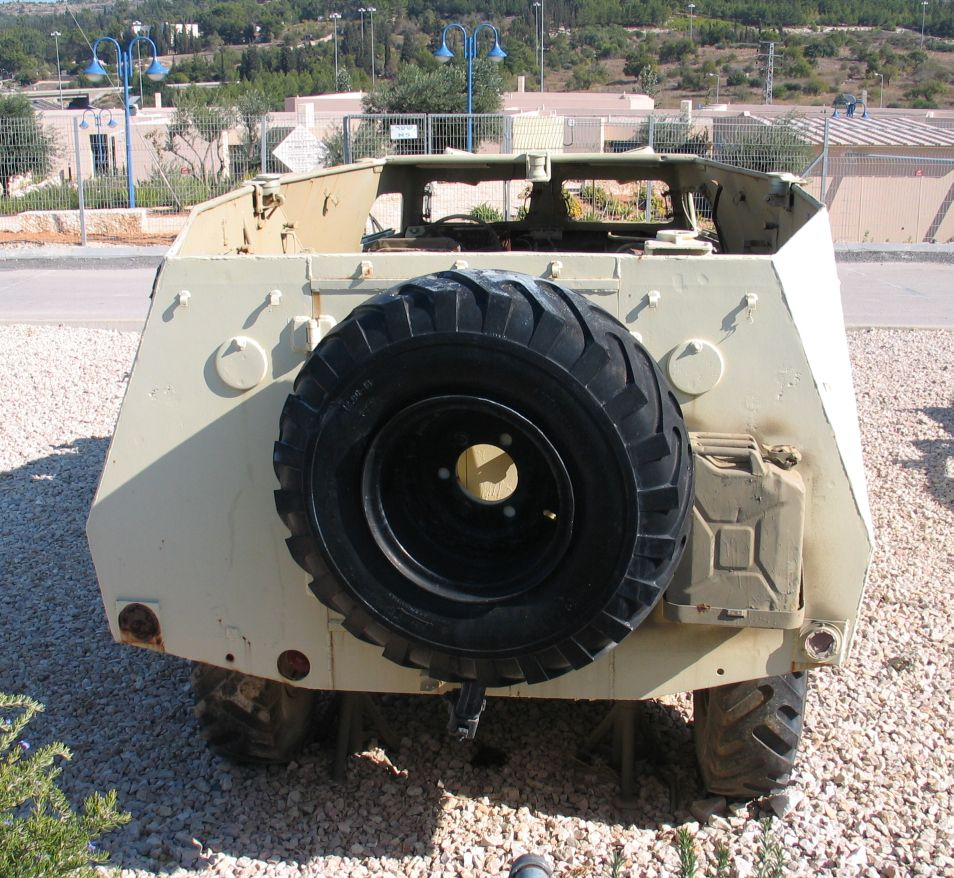
Un BTR-152 en el Museu Yad la-Shiryon, Israel. Noti's el pneumàtic de recanvi en la part posterior del vehicle.

El BTR-152, basat en un xassís de camió, té el motor al davant, amb la tripulació darrere del motor i un compartiment obert per als soldats darrere. El vehicle està completament construït amb acer soldat i porta blindatge inclinat. El parabrisa està protegit per dues cobertes blindades que tenen visors integrats. El conductor i el comandant entren en el vehicle a través de les portes situades a cada costat de la cabina. La part superior de les portes pot obrir-se sense haver d'obrir tota la porta, oferint visió lateral al conductor i al comandant. A més, els dos poden observar el camp de batalla emprant periscopis muntats sobre les portes. L'espessor del blindatge del BTR-152 varia des de 15 mm en l'enfront de 9 mm en els costats, fins a solament 4 mm en el pis. Això ofereix una modesta protecció enfront de trets d'armes lleugeres i petits resquills, però no pot resistir trets de metralladora pesada i grans resquills. Els pneumàtics del BTR-152 no estan protegits per blindatge, sent molt vulnerables davant els trets de qualsevol tipus d'arma. El vehicle de vegades és equipat amb un cabestrant que té una capacitat de tracció de 5 tones i un cable de 70 metres.
El BTR-152 pot remolcar canons pesats, transportar 1,9 tones de càrrega o mig escamot d'infanteria. En el paper de TBP, els soldats poden disparar els seus fusells des de la relativa protecció del vehicle, sortint d'aquest a través de les portes posteriors o saltant sobre els costats.
El compartiment de tropes està obert, encara que en versions posteriors va ser cobert. Pot ser cobert amb un tendal per protegir la càrrega transportada o els soldats de la pluja i neu; no obstant això, aquest no permet als soldats sortir del vehicle saltant sobre els costats o muntar qualsevol metralladora SGMB de 7,62 mm. Els soldats anaven asseguts sobre dos bancs de fusta. Una porta doble en la part posterior de la carrosseria donava accés al compartiment. Hi ha tres troneres en cada costat de la carrosseria, així com dues en la porta posterior. El conductor i l'artiller són els únics que tenen protecció sobre els seus caps. El BTR-152K és l'única variant de TBP que té el compartiment de tropes cobert i un sistema de protecció ABQ. Totes les altres variants del BRT-152 no tenen protecció ABQ.

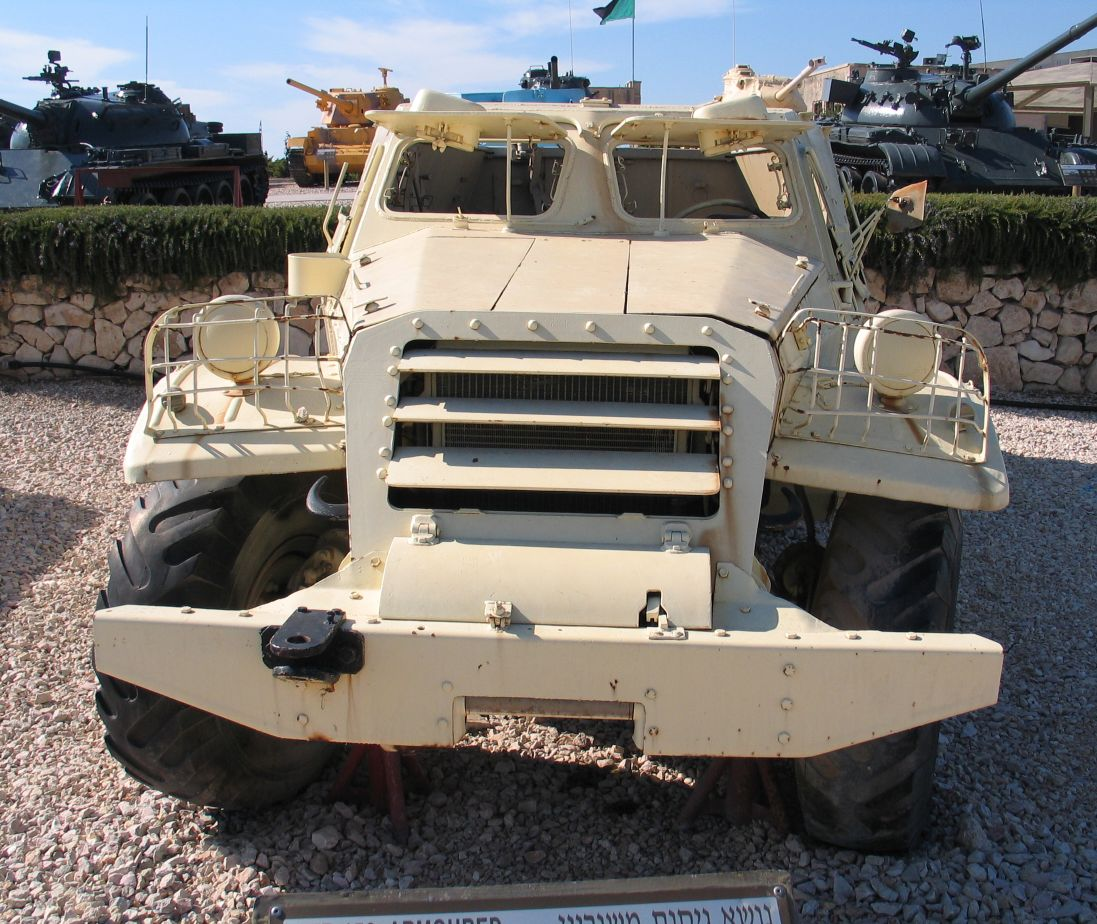
Vista frontal d'un BTR-152 en el Museu Yad la-Shiryon, Israel.

El transport blindat de personal BTR-152 està armat amb solament una metralladora SMGB de 7,62 mm muntada sobre un pedestal, que era l'armament habitual dels TBP de l'època. També pot muntar una metralladora pesada DShK 1938/46 de 12,7 mm. La metralladora pot girar en un arc de 45° i elevar-se entre +24° i -6°.
A causa que el BTR-152 original emprava components del ZiS-151, compartia els problemes de manteniment del camió i la seva pobra mobilitat a camp través. Les variants posteriors empraven components del camió ZIL-157 i tenien major potència i pneumàtics simples més grans, que van reduir els desavantatges del vehicle però no les van eliminar per complet. El seu manteniment i fiabilitat van continuar sent deficients. La falta de capacitat amfíbia també va ser una deficiència notòria.
Cobertes blindades controlades pel conductor protegien el radiador del foc enemic. En tancar-les, el motor es podia sobrecalentar ràpidament en combat i obligava al conductor a reduir la velocitat per evitar danyar el motor. Pel que el vehicle es convertia en un blanc lent i poc maniobrable en el camp de batalla.

## Historial de combat
El vehicle va entrar en servei amb l'exèrcit soviètic el 24 de març de 1950 i va ser mostrat públicament per primera vegada durant una desfilada a Moscou en 1951. Va ser retirat com TBP entre finals de la dècada de 1960 i inicis de la dècada de 1970, sent reemplaçat pel BTR-60. Va continuar en servei en l'exèrcit soviètic i després amb l'Exèrcit rus fins a 1993 en diversos papers, inclusivament vehicles de comandament, estacions de ràdio mòbils i ambulàncies. També va ser exportat a diversos països del Tercer Món, on alguns continuen en servei.
El BTR-152 va entrar en combat per primera vegada durant la Revolució hongaresa de 1956. Posteriorment van ser emprats durant la Guerra dels Sis Dies en 1967. L'Exèrcit israelià va capturar dotzenes de BTR-152 egipcis i sirians. També van ser emprats en 1968 durant la invasió de Txecoslovàquia per l'Exèrcit soviètic i altres exèrcits del Pacte de Varsòvia. A més van ser emprats en diversos conflictes locals, com els que van tenir lloc a Àfrica.

## Variants

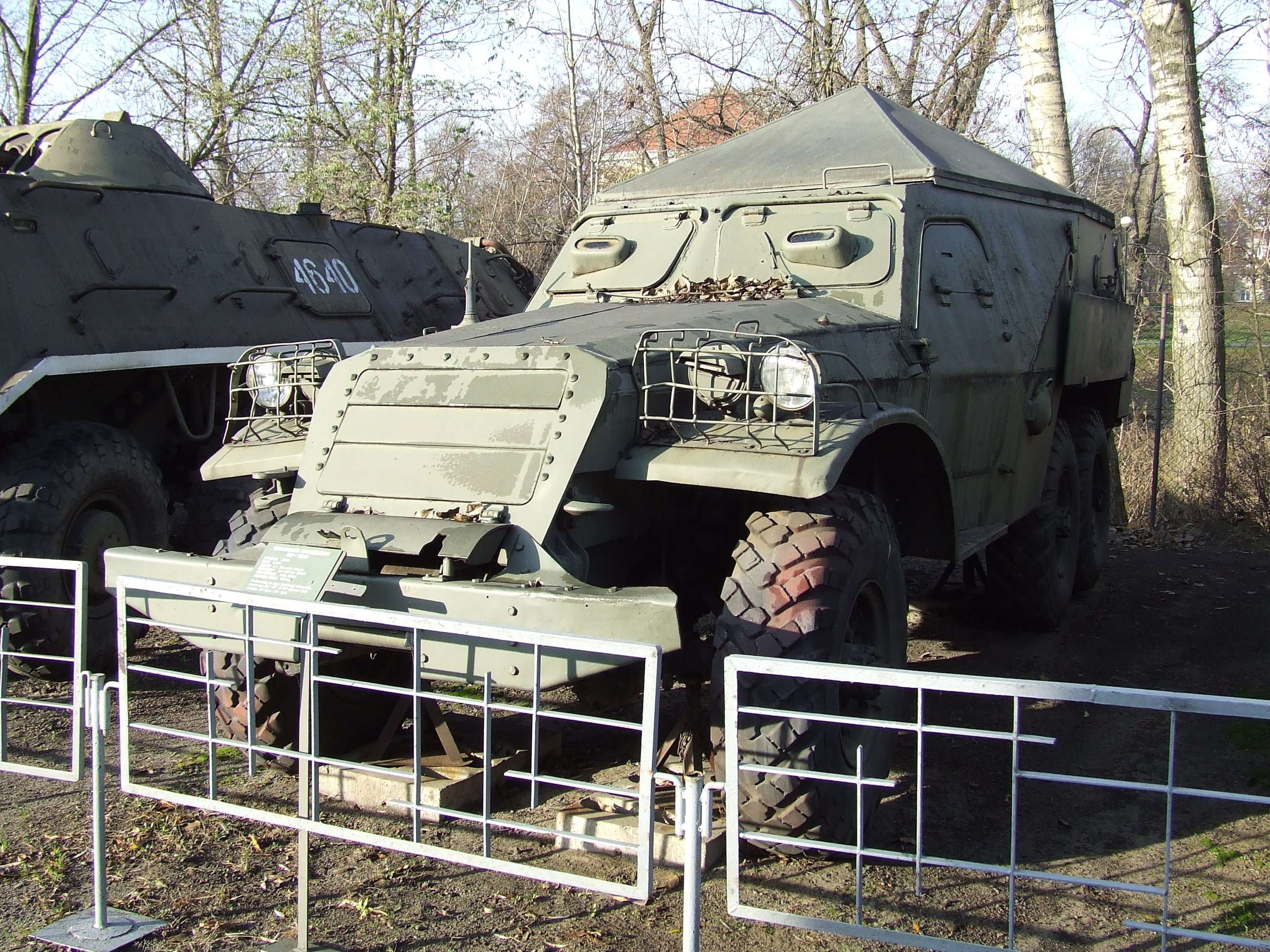
Un BTR-152V en el Museu de l'Exèrcit polonès, Varsòvia.

### Unió Soviètica

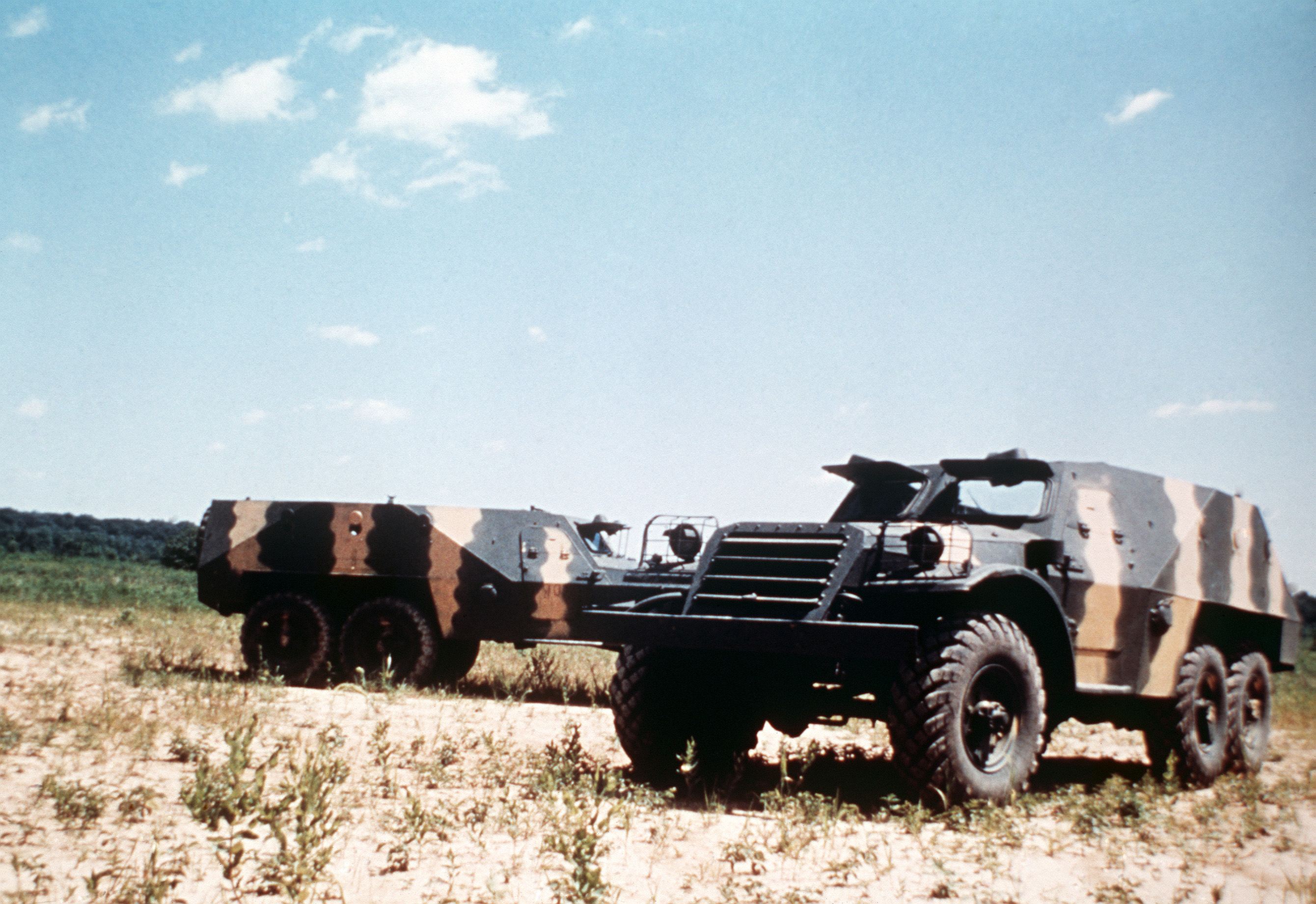
Dos BTR-152V2 soviètics.

- BTR-152 (1950) - Transport blindat de personal bàsic, basat en el camió ZIL-151, molts dels quals van ser modificats per a altres usos, com a ambulàncies, estacions de radi i vehicles d'enginyers. El BTR-152 bàsic no té cabestrant, té la cabina oberta i no té sistema de control de pressió dels pneumàtics.[2]
  - BTR-152A (1951) - Un BTR-152 transformat en canó antiaeri autopropulsat, armat amb un sistema antiaeri doble (ZPTU-2) o cuádruple (ZPTU-4) amb metralladores pesades KPVT calibri 14,5 mm (amb 2.400 bales) en una torreta accionada manualment per un soldat. La tripulació completa del vehicle era de 10 soldats en la variant equipada amb el ZPTU-2 i de 5 soldats en la variant equipada amb el ZPTU-4. La torreta està situada dins del compartiment de tropes i pot ser accionada manualment per un sol soldat. Pot girar 360 graus i elevar-se entre -5 i +80 graus.[2][3][5]
  - BTR-152 transformat en un posa mines equipat amb suports per a mines antitancs.[4]
  - BTR-152B (1952) - Versió de comandament d'artilleria amb un cabestrant i un sistema extern de control de pressió dels pneumàtics.[2][4]
  - BTR-152C - Variant de comunicacions basat en el BTR-152.[5]
  - BTR-152V (1955) - Variant basada en el camió ZIL-157 amb un sistema extern de control de pressió dels pneumàtics, un cabestrant frontal i aparells de visió nocturna per al conductor.[3]
    - BTR-152D (1955) - Amb el mateix armament del BTR-152A, però basat en el BTR-152V.
    - BTR-152I - Versió de comandament d'artilleria del BTR-152V.[2]
    - BTR-152S - Vehicle de comandament i estació de ràdio mòbil per a comandants d'infanteria. Té un sostre molt més alt, així com radis i antenes addicionals.[1][4]
    - BTR-152V1 (1957) - Amb equips de visió nocturna, cabestrant, cabina oberta i sistema extern de control de pressió dels pneumàtics millorat.[2]
      - BTR-152K (1959) - Té sostre blindat amb tres grans escotilles, dos de les quals s'obren cap a la dreta sobre el compartiment de tropes, sistema intern de control de pressió dels pneumàtics i sistema de filtrat/ventilació. El pes del vehicle va augmentar i la tripulació es va reduir de 2+18 a 2+13.[3][4][5]
        - BTR-152K transformat en ambulància blindada.

      - BTR-152I - Amb el mateix armament del BTR-152A, però basat en el BTR-152V1.
      - BTR-152O - Vehicle de comandament basat en el BTR-152V equipat amb un sistema extern de control de pressió dels pneumàtics. Aquest vehicle de comandament té un sostre molt més alt, així com radis i antenes addicionals. Té equips per xifrat i encriptació. Aquest vehicle normalment porta un remolc que transporta equip addicional.[2][3][4]
        - BTR-152O equipat amb un sistema intern de control de pressió dels pneumàtics.[4]
          - BTR-152O amb sostre blindat i sistema intern de control de pressió dels pneumàtics.[4]

    - BTR-152V2 - Versió del BTR-152V sense cabestrant. Té un sistema intern de control de pressió dels pneumàtics.[2]
      - BTR-152D basat en el BTR-152V2.[4]
      - BTR-152B1 (1958) - Versió de comandament d'artilleria amb un cabestrant frontal, sistema intern de control de pressió dels pneumàtics i aparell de visió nocturna TBH-2 pel chofer.[6]

    - BTR-152V3 - Un BTR-152V amb cabestrant frontal, cabina oberta, fars infrarojos i sistema intern de control de pressió dels pneumàtics.[2]
    - BTR-I152V (1957) - Versió experimental; el segon parell de rodes va ser mogut cap al centre del vehicle per millorar el seu acompliment camp a través.

### Xina

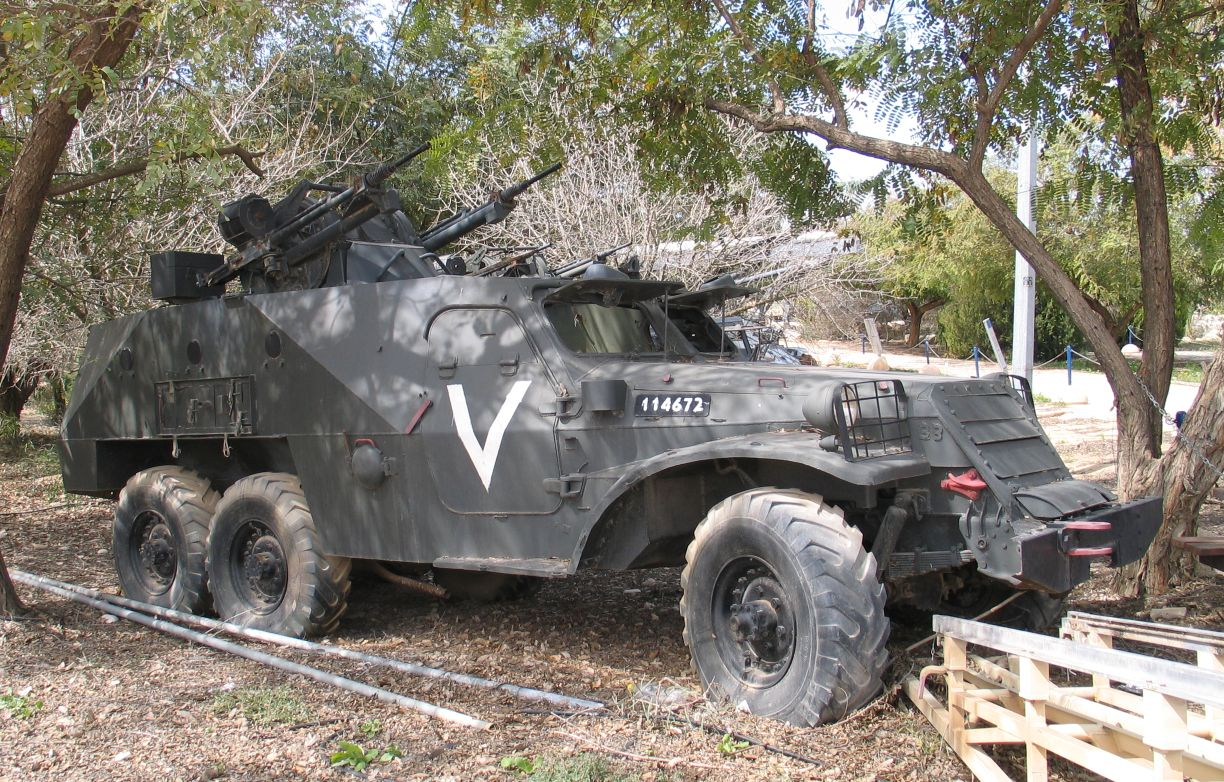
Un BTR-152 TCM-20 en el museu Heyl ha-Avir, Hatzerim, Israel.

- Tipus 56 - Còpia xinesa.

### Egipte
- BTR-152 transformat en un canó antiaeri autopropulsat, armat amb el sistema antiaeri txecoslovac KLAD (la seva denominació egípcia és M58) de quatre metralladores pesades DShK 1938/46 de 12,7 mm, muntat en el compartiment de tropes. Va ser retirat de servei a mitjan dècada de 1980.[2][4]

### Israel
- BTR-152 capturat a l'Exèrcit sirià o egipci i modificat per complir els requisits de l'Exèrcit israelià.[4]
- BTR-152 TCM-20 - Canó antiaeri autopropulsat israelià, basat en un BTR-152 sirià o egipci capturat. Està armat amb el sistema antiaeri TCM-20, de dos canons automàtics de 20 mm.[4]

### Líban

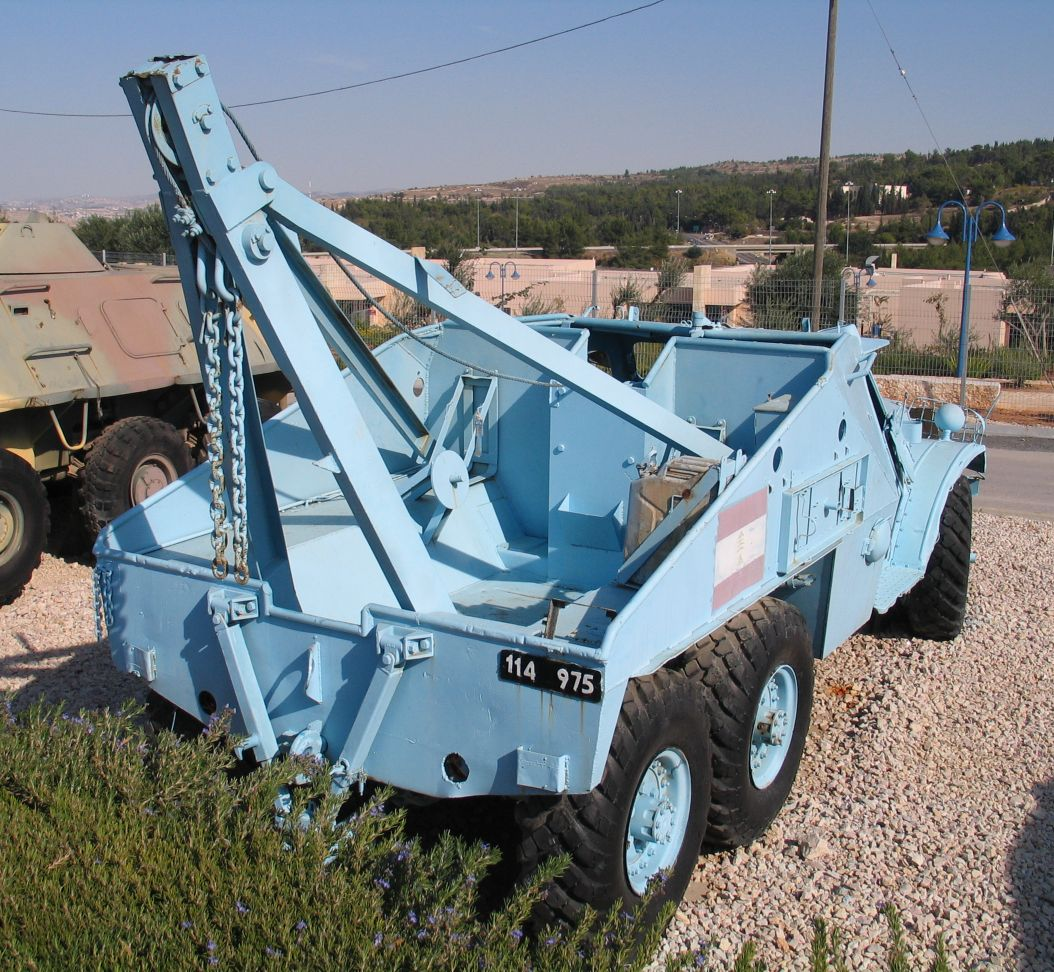
Un BTR-152 transformat en vehicle de recuperació per les milícies libaneses, al costat d'un BTR-60 en el Museu Yad la-Shiryon, Israel.

- BTR-152 modificat per les milícies libaneses. Va ser equipat amb un canó antiaeri ZU-23-2 situat dins del compartiment de tropes. Va ser emprat per a foc de suport i defensa antiaèria.[4]
- BTR-152 modificat per l'Exèrcit del Sud del Líban. Va ser equipat amb una grua dins del compartiment de tropes, que va ser retallat. Hi ha un exemplar supervivent en el Museu Yad la-Shiryon, a Israel.[4]

### Polònia
- BTR-152 transformat per servir com a lloc de comandament mòbil. Té ràdios addicionals.[4]
- BTR-152 transformat en vehicle d'enginyers.[1]
- BTR-152 transformat en tractor blindat d'artilleria.[1]

### República Democràtica Alemanya
- SPW-152 - Versió germà-oriental del BTR-152.[4]
  - SPW-152 transformat en ambulància blindada.[4]
  - SPW-152O - Versió germà-oriental del BTR-152 de comandament.[4]

## Usuaris
- Afganistan

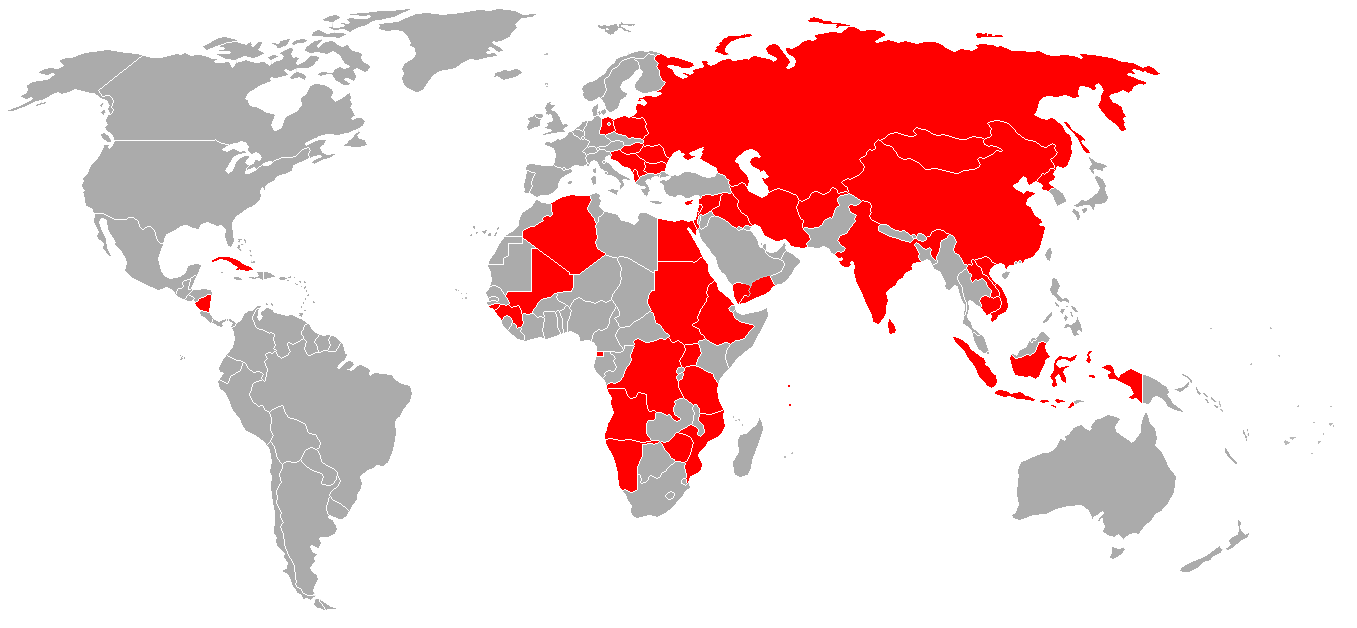
Usuaris del BTR-152.

- Albània - S'havia d'importar, però al final les relacions amb la Unió Soviètica es van deteriorar i es va enviar a altres països.
- Angola
- Algèria
- Cambodja
- Corea del Nord
- Cuba
- Xina (com a Tipus 56)
- Xipre
- Egipte - 300 BTR-152.[7] Originalment es van comprar 675 BTR-152. Egipte emprava 120 BTR-152 transformats en canons antiaeris autopropulsados (vegeu la secció Egipte per a detalls), però els va retirar de servei a mitjan dècada de 1980.
- Estònia - 5
- Etiòpia
- Geòrgia
- Guinea
- Guinea-Bisáu
- Guinea Equatorial
- Hongria
- Índia
- Indonèsia
- Iran
- Israel - Va capturar una bona quantitat d'aquests vehicles a Egipte i Síria durant la Guerra dels Sis Dies. Va ser emprat per l'Exèrcit israelià principalment com a artilleria autopropulsada, per exemple el BTR-152 TCM-20. Una petita quantitat va ser emprada per la Policia israeliana.[8]
- Laos
- Mali
- Mongòlia
- Moçambic
- Nicaragua
- Polònia - Emprat per l'Exèrcit, però va ser reemplaçat pel transport blindat de personal SKOT. En 1982, la Milicja Obywatelska va rebre de la Volkspolizei germà-oriental 6 BTR-152V1 amb equips especials.[9] Un dels vehicles encara es troba emmagatzemat com a reserva per la Policia.
- República del Congo
- Seychelles
- Síria
- Somalilandia
- Sri Lanka
- Sudan
- Tanzània
- Uganda
- Vietnam
- Iemen - 250
- Zimbàbue

### Anteriors usuaris
- Al-Mourabitoun - va emprar en la dècada de 1980 vehicles que van pertànyer a l'OLP.
- Alemanya - Presos de l'Exèrcit Popular Nacional (NVA), tots van ser descartats o venuts a altres països.
- Alemanya Oriental - Heretats per Alemanya unificada.
- Bulgària - Retirats de servei en la dècada de 1990.
- l'Iraq - Tots van ser destruïts o descartats.
- Forces Libaneses - Subministrats per Síria i Israel, o capturats a l'OLP.
- Exèrcit del Sud del Líban - Subministrats per Israel.
- Tigres (Líban) - Subministrats per Síria a la fi de la dècada de 1970.
- Organització per a l'Alliberament de Palestina - Subministrats per Síria. Cedits a la milícia libanesa Al-Mourabitoun.
- Romania - Retirats de servei en la dècada de 1990.
- Rússia - Retirats de servei en la dècada de 1990.
- Unió Soviètica - Heretats pels estats successors.
- Vietnam del Nord - Heretats per l'estat successor.
- Iugoslàvia - 40, retirats en la dècada de 1970.

## Referenciés
1. 1 2 3 4 5 6  «softland». Arxivat de l'original el 2009-02-28. [Consulta: 6 octubre 2016].
2. 1 2 3 4 5 6 7 8 9 10  Gary's Combat Vehicle Reference Guide
3. 1 2 3 4 5 6 7 8  «Pancerni 1». Arxivat de l'original el 2018-05-07. [Consulta: 6 octubre 2016].
4. 1 2 3 4 5 6 7 8 9 10 11 12 13 14 15 16 17 18 19  JED The Military Equipment Directory
5. 1 2 3  «Legion». Arxivat de l'original el 2011-09-28. [Consulta: 6 octubre 2016].
6. ↑  «BTR-152 armored personnel carrier». Arxivat de l'original el 2011-09-28. [Consulta: 6 octubre 2016].
7. ↑  «Egyptian army». Arxivat de l'original el 2009-11-20. [Consulta: 6 octubre 2016].
8. ↑  «BTR-152». Arxivat de l'original el 2008-09-25. [Consulta: 6 octubre 2016].
9. ↑  «Transportery opancerzone Milicji Obywatelskiej». Arxivat de l'original el 2008-08-04. [Consulta: 6 octubre 2016].